# Gamalost

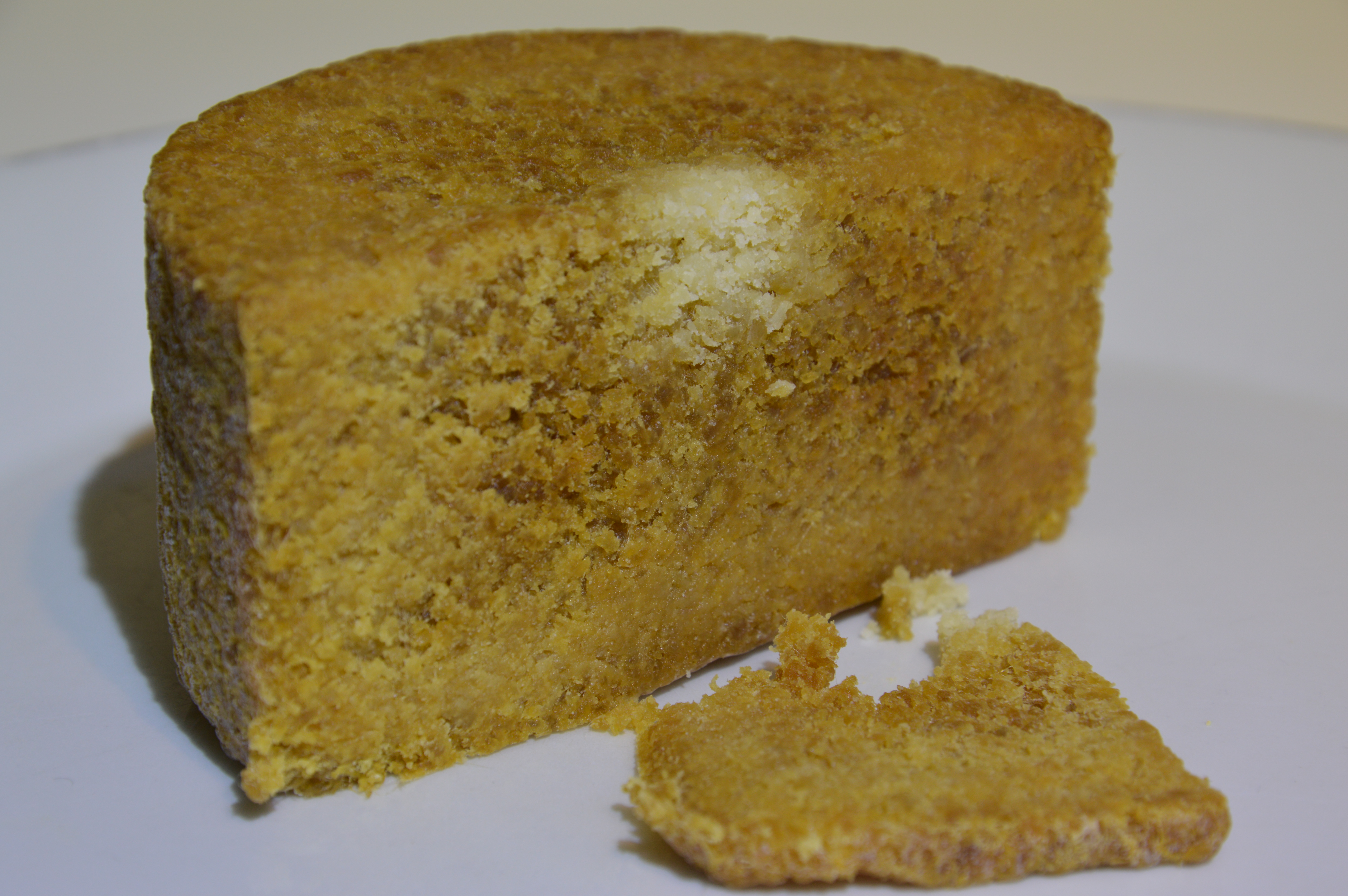
Gamalost aus Vik

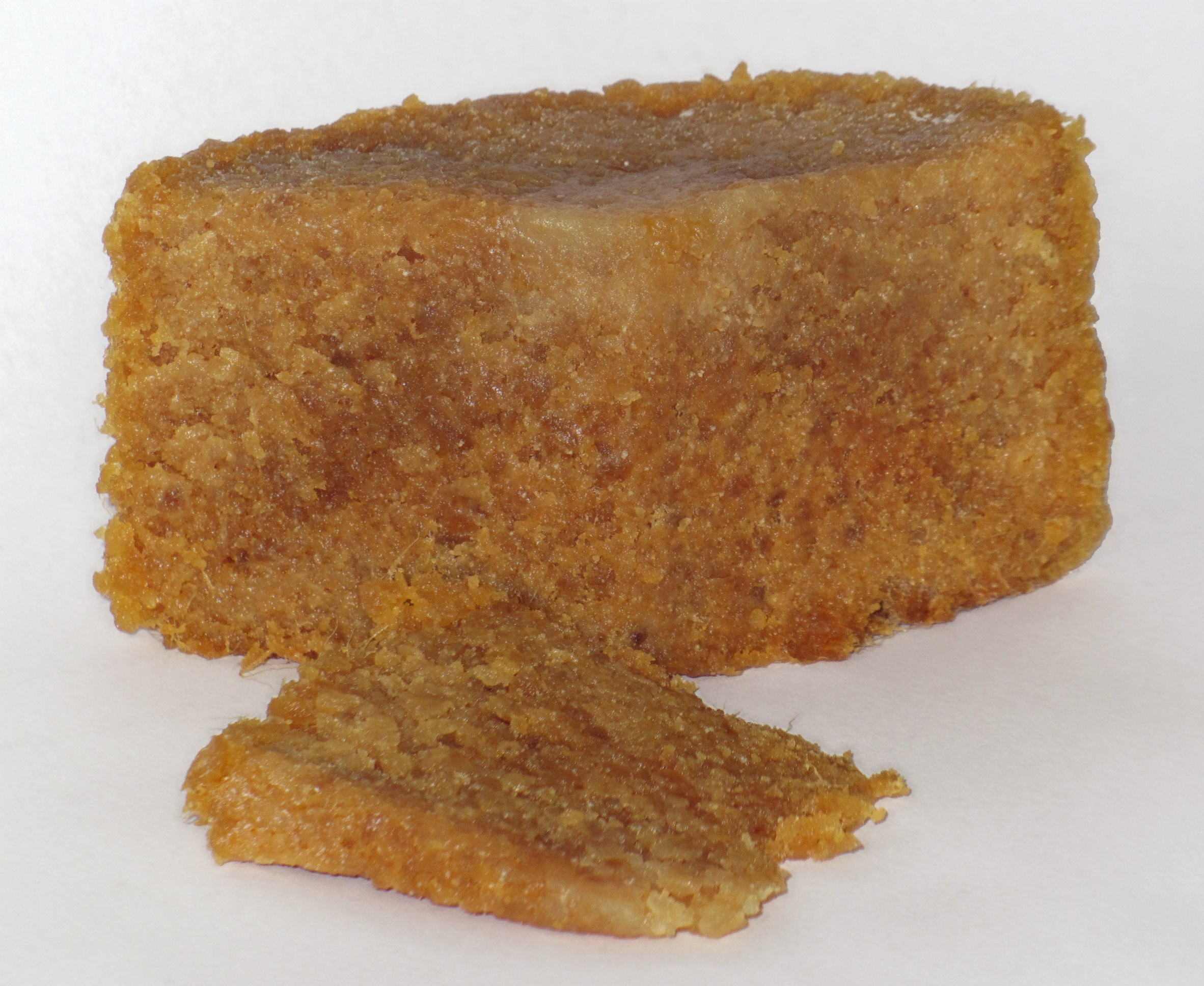
Angeschnittener Gamalost

Gamalost (auch Gammalost oder Gammelost), wörtlich übersetzt „alter Käse“, ist ein norwegischer Sauermilch-Schimmelkäse mit spezifisch scharfem, vollmundigem Geschmack. Er kann längere Zeit ohne Kühlung aufbewahrt werden. Der Geschmack verändert sich im Laufe der Lagerzeit.
Er gilt als altes Kulturgut, dessen Geschichte bis in die Wikingerzeit zurückreicht. Historisches Herstellungszentrum ist die norwegische Provinz Vestland. Im mittleren und inneren Distrikt Sogn besteht mit die größte Produktionstradition. Hier war Almwirtschaft ein wichtiger Erwerbszweig in der Landwirtschaft. Seit 1991 gab es nur noch eine Meierei in Norwegen, die noch Gamalost produzierte, nämlich in Vik, inzwischen ist er auch von einer anderen Käserei erhältlich.
Der Käse wird aus Magersauermilchquark mit der Schimmelart Mucor mucedo gereift. Er sollte gelbbraune Farbe mit einem gelb-weißen Kern haben und entwickelt einen starken, unverwechselbaren Geschmack und eine feste Struktur. Er enthält dann weniger als 1 % Fett und etwa 50 % Protein.
Es wird angenommen, dass der Name „Gamalost“ (wörtlich „alter Käse“) mit der Herstellung auf Almen und der langen Reifezeit zusammenhängt. Er kann aber auch daher kommen, dass Gamalost einer der ältesten bekannten norwegischen Käse ist.
Es wird erforscht, ob Gamalost eine positive gesundheitliche Wirkung hat. Es spricht viel dafür, dass der Käse einen Wirkstoff enthält, der den Blutdruck senkt.

«Ein frukost utan gamalost er som eit kyss utan kjærleik.»

„Ein Frühstück ohne Gamalost ist wie ein Kuss ohne Liebe.“

## Herstellung
Früher wurde der Käse auf Alm oder Höfen produziert und benötigte eine lange Reifezeit von mehreren Monaten (zum Beispiel von Sommer bis Weihnachten), in der er Schimmel aus dem Lagerraum annahm. Sie betrug zwischen drei Monaten und einem Jahr.
Auf den Almen besorgten Milchmädchen die Käseherstellung. Die eigentliche Herstellung war ein arbeitsintensiver Prozess. Zuerst musste Sauermilch hergestellt werden. Es wurden große Kessel verwendet, oft mit 150 Liter Volumen. Es fanden sich vor allem zwei Varianten der Herstellung, die Hardanger- und die Sogne-Methode. Bei beiden wurde die Milch zunächst erwärmt, bis sich der Quark von der Molke trennte. Bei der Weiterbehandlung unterschieden sich die Verfahren etwas. Wenn der Käse gekocht und in Behältnisse gefüllt war, begann der Reifeprozess. Wenn der Käse fest war, wurde er auf ein Brett oder Bord gesetzt. Dieses wurde oft mit Birkenrinde, Farn oder Grashalmen bedeckt, um genügend Luft unter den Käse zu bekommen. Gewöhnlich wurde der Käse noch mit Tuch und Moos abgedeckt, damit er nicht zu schnell austrocknet. Nach ein paar Tagen begannen Schimmelpilze auf dem Käse zu wachsen. 
Bei der heutigen industriellen Produktion wird die Kultur zugesetzt und der Gamalost reift innerhalb von nur 11 bis 13 Tagen (bis vier Wochen?).
Der Quark wurde in Leinen eingeschlagen, in Holzkisten und Stroh verpackt und dann unterm Bett gelagert.

## Geschichte
Gamalost soll bereits zur Zeit der Wikinger bekannt gewesen sein. Er wird aus Sauermilch hergestellt und entwickelt während der Reifung einen Edelschimmel, der wiederholt in den Käse eingearbeitet wird, was ihm seinen speziellen strengen Geschmack verleiht. Sein Fettgehalt beträgt nur ein Prozent, seine Konsistenz ist fest und teilweise körnig.
In den frühen 1980er Jahren gab es nur wenige Norweger, die Gamalost aßen. Aber nachdem der Künstler Erik Bye sich 1983 in einer Fernsehsendung für Gamalost einsetzte, wurde der Käse wieder populär. Es wurde ein norwegischer Gamalost-Club gegründet, der mittlerweile rund 2000 Mitglieder hat. Der Journalist John Moberg, der für viele Jahre Gamalost-Präsident war, schrieb 1987 ein Buch über Gamalost. Im Jahr 1995 wurde in Vik das erste Gamalost-Fest abgehalten, ein Kulturfest, das bis heute existiert.
Gamalost wurde mit der Olavsrose ausgezeichnet, einem Gütezeichen von der Stiftung „Norsk Kulturarv“ („Norwegisches Kulturerbe“).

### Gamalost aus Vik

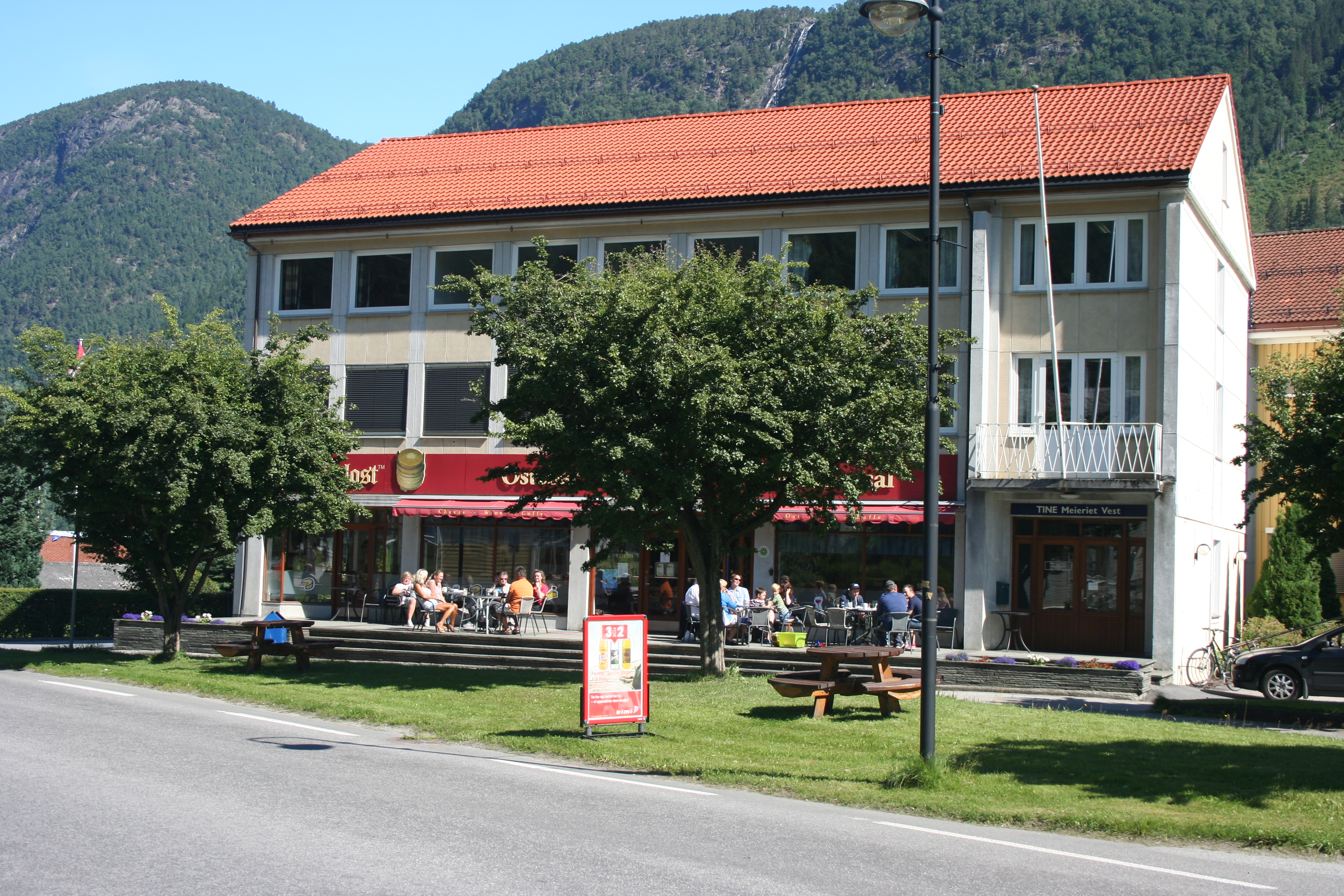
TINE-Molkerei in Vik

Um das Jahr 1900 versuchten viele kleinere Molkereien, in die Gamalost-Produktion einzusteigen. Die meisten scheiterten, aber eine der erfolgreichen war Brita Ligtvor aus Vik. Sie gewann 1909 mit ihrem Gamalost eine Silbermedaille auf einer landwirtschaftlichen Ausstellung in Bergen. Seit 2006 ist «Gamalost frå Vik» eine geschützte geographische Angabe nach norwegischem Recht; Käse mit dieser Bezeichnung muss in der Kommune Vik hergestellt worden sein und darf kein Salz oder andere Zusatzstoffe enthalten. Die Jahresproduktion liegt um 150 bis 200 Tonnen.